# John Walker (politiker)
John Walker, född 13 februari 1744 i Albemarle County, Virginia, död 2 december 1809 i Orange County, Virginia, var en amerikansk politiker.  Han representerade delstaten Virginia i USA:s senat i USA:s första kongress från mars till november 1790.
Walker utexaminerades 1764 från The College of William & Mary. Han var sedan verksam som plantageägare i Albemarle County. Han deltog som överste i amerikanska revolutionskriget. Han var 1780 ledamot av kontinentala kongressen.
Senator William Grayson avled 1790 i ämbetet och Walker blev utnämnd till senaten. Han kandiderade inte till att få sitta kvar i senaten fram till slutet av Graysons mandatperiod. Han efterträddes som senator av James Monroe.
Walker gravsattes på familjekyrkogården nära Cismont i Albemarle County.